# Diyarbakır
Diyarbakır (kurdski: Amed, armenski: Դիարբեքիր, Տիգրանակերտ, translit. Dikranagerd, arapski ديار بكر‎, sirjački: ܐܡܝܕܐ‎, translit. Amida) antička Amida,  je grad u jugoistočnoj Turskoj, administrativni centar Pokrajina Diyarbakır, u pokrajini Jugoistočna Anadolija.
Deveti je grad po veličini u Turskoj, i drugi po veličini grad u Jugoistočnoj Anadoliji, odmah iza Gaziantepa. Većina stanovnika Diyarbakıra su Kurdi, tako da je on neformalni glavni grad Kurda.
Ime grada Diyarbakır je sintagma od arapskih riječi diyar i bakr, što znači tvrđava arapskog naroda Bakr.

## Povijest
Antička Amid bio je od 13. st. pr. Kr prijestolnica aramejskog kraljevstva.
Rimljani su na području grada osnovali svoju koloniju Amidu u 3. st., rimski cara Konstancije II. podigao je nove zidine oko grada 349. Nakon duge opsade, grad je 359. pripao Sasanidskom kraljevstvu. Nakon toga je često prelazio iz ruke u ruku Rimljana i Perzijanaca. U ranom srednjem vijeku gradom je vladao Bizant sve do oko 639. kad su gradom zavladali Arapi.
Sa slabljenjem abasidske dinastije i pojavom hamdanidske dinastije iz Mosula u Iraku u 10. st., oslabila je kontrola nad cijelom regijom pa su Amidom od tad vladale razne lokalne arapske, turske, mongolske i perzijske dinastije, sve do 1516. kad je grad osvojio osmanski sultan i uključio ga u svoje carstvo. Pod Osmanlijama grad je postao prijestolnicom važne pokrajine, i doživio ponovni procvat. Zbog svog položaja pored perzijske granice, grad je postao veliko vojno središte iz kojeg su kretale brojne vojske u bitke s Perzijancima.

## Znamenitosti
Najimpresivniji povijesni spomenik Diyarbakıra, je staro središte grada okruženo zidinama. Njih je podigao rimski car Konstancije II., vladao 337. – 361., a proširio i dogradio car Valentinijan I. od 367. – 375. Nakon njih zidine su dograđivali Arapi i Osmanlije tako da danas imaju ukupno 5 km s 82 kule i 4 vrata. Izgrađene su od crnog bazalta, zbog toga Turci taj dio grada zovu Kara Kale, Crna tvrđava, ili Kara Amid, Crni Amid.
Kako je Diyarbakır utvrda bila važno središte od helenističkog razdoblja, preko rimskog, sasanidskog, bizantskog, ranoislamskog i osmanskog doba do danas, ona je, zajedno s kulturnim krajolikom Hevsel vrtova, 2015. god. upisana na UNESCO-ov popis mjesta svjetske baštine u Europi Zaštićeno područje uključuje Amida nasip, poznat kao İçkale („Unutarnji dvorac”), te 5,8 km duge zidine Diyarbakira sa svojim brojnim kulama, kontraforima i 63 natpisa iz različitih razdoblja, kao i Hevsel vrtove, zelenu vezu između grada i Tigrisa koji opskrbljuje grad s hranom i vodom.
U gradu su brojne džamije izgrađene od 11. do 16. st.; Velika džamija, Beharam pašina džamija, Fatih pašina džamija, Hüsrev pašina džamija.

## Geografske karakteristike
Diyarbakır leži na desnoj obali rijeke Tigris., na strateški izuzetno važnom položaju, preko kojeg su išli trgovački putevi prema Mezopotamiji.
Okolica grada, - kotllina rijeke Tigris geografski pripada gornjoj Mezopotamiji, od istočne Anadolije sa sjevera je razdaja masiv Taurus, s juga je od mezopotamske ravnice razdvaja masiv Mardin, a sa zapada je omeđena planinom Karaca Dağ. Grad je udaljen 318 od Gaziantepa, 997 km od Ankare i oko 424 km od Mosula u Iraku.

## Klimatske karakteristike
Diyarbakır ima Polupustinjsku klimu po Köppenovoj klasifikaciji klime - BSh, BSk, s vrućim ljetima i hladnim snježnim zimama. Na Diyarbakır prosječno padne na godinu oko 474,9 mm oborina.
| Klimatološki srednjaci za Diyarbakır | Klimatološki srednjaci za Diyarbakır | Klimatološki srednjaci za Diyarbakır | Klimatološki srednjaci za Diyarbakır | Klimatološki srednjaci za Diyarbakır | Klimatološki srednjaci za Diyarbakır | Klimatološki srednjaci za Diyarbakır | Klimatološki srednjaci za Diyarbakır | Klimatološki srednjaci za Diyarbakır | Klimatološki srednjaci za Diyarbakır | Klimatološki srednjaci za Diyarbakır | Klimatološki srednjaci za Diyarbakır | Klimatološki srednjaci za Diyarbakır | Klimatološki srednjaci za Diyarbakır |
| mjesec                               | sij                                  | velj                                 | ožu                                  | tra                                  | svi                                  | lip                                  | srp                                  | kol                                  | ruj                                  | lis                                  | stu                                  | pro                                  | godina                               |
| ------------------------------------ | ------------------------------------ | ------------------------------------ | ------------------------------------ | ------------------------------------ | ------------------------------------ | ------------------------------------ | ------------------------------------ | ------------------------------------ | ------------------------------------ | ------------------------------------ | ------------------------------------ | ------------------------------------ | ------------------------------------ |
| srednji maksimum, °C                 | 6,6                                  | 9,1                                  | 14,5                                 | 20,3                                 | 26,5                                 | 33,7                                 | 38,5                                 | 38,1                                 | 33,2                                 | 25,1                                 | 15,9                                 | 9,0                                  | 22,54                                |
| srednji minimum, °C                  | −2,3                                 | 1,1                                  | 2,4                                  | 6,8                                  | 11,0                                 | 16,8                                 | 21,6                                 | 20,8                                 | 15,7                                 | 10,0                                 | 3,5                                  | −0,3                                 | 8,74                                 |
| oborine, mm                          | 63,4                                 | 68,2                                 | 67,8                                 | 64,3                                 | 38,7                                 | 9,3                                  | 0,9                                  | 0,8                                  | 6,0                                  | 32,6                                 | 53,2                                 | 69,7                                 | 474,9                                |
| Izvor:                               |                                      |                                      |                                      |                                      |                                      |                                      |                                      |                                      |                                      |                                      |                                      |                                      |                                      |

## Gospodarstvo
Diyarbakır je industrijsko središte tog dijela Turske poznat po vunenim i pamučnim tkaninama i bakrenim proizvodima. Još od srednjeg vijeka poznat je po svojim zlatarima, koji su izrađivali filigranski nakit.
Okolica je grada bogat poljoprivredni kraj, u kojem se uzgajaju žitarice, pamuk, duhan, i voće, naročito lubenice.
Pored grada nalaze se rudnici bakra, ugljena i nafte. Grad je dobro povezan cestama sa svim većim turskim gradovima.
Aerodrom Diyarbakır (IATA: DIY, ICAO: LTCC), koji leži leži južno od centra grada, izgrađen je za potrebe NATO-a kao baza Pirinçlik 1971. Nakon raspada SSSR-a baza je zatvorena 1997., danas je to vojno (turska vojska) - civilni aerodrom.

## Obrazovanje
U gradu djeluje sveučilište Tigris osnovano 1966. kao podružnica sveučilišta u Ankari, koji je od 1973. stekao status nezavisnog sveučilišta.

## Vanjske poveznice
- Diyarbakır na portalu Encyclopædia Britannica Online
- Službene stranice grada  Arhivirana inačica izvorne stranice od 21. rujna 2011. (Wayback Machine)